# 野田市立第二中学校
野田市立第二中学校（のだしりつだいにちゅうがっこう）は、千葉県野田市の東部地区にある公立中学校。通称は「二中」（にちゅう）。

## 概要
野田市立野田中学校から野田市立第一中学校とともに分離独立した。
また、教員によるブログの更新が盛んな学校である。

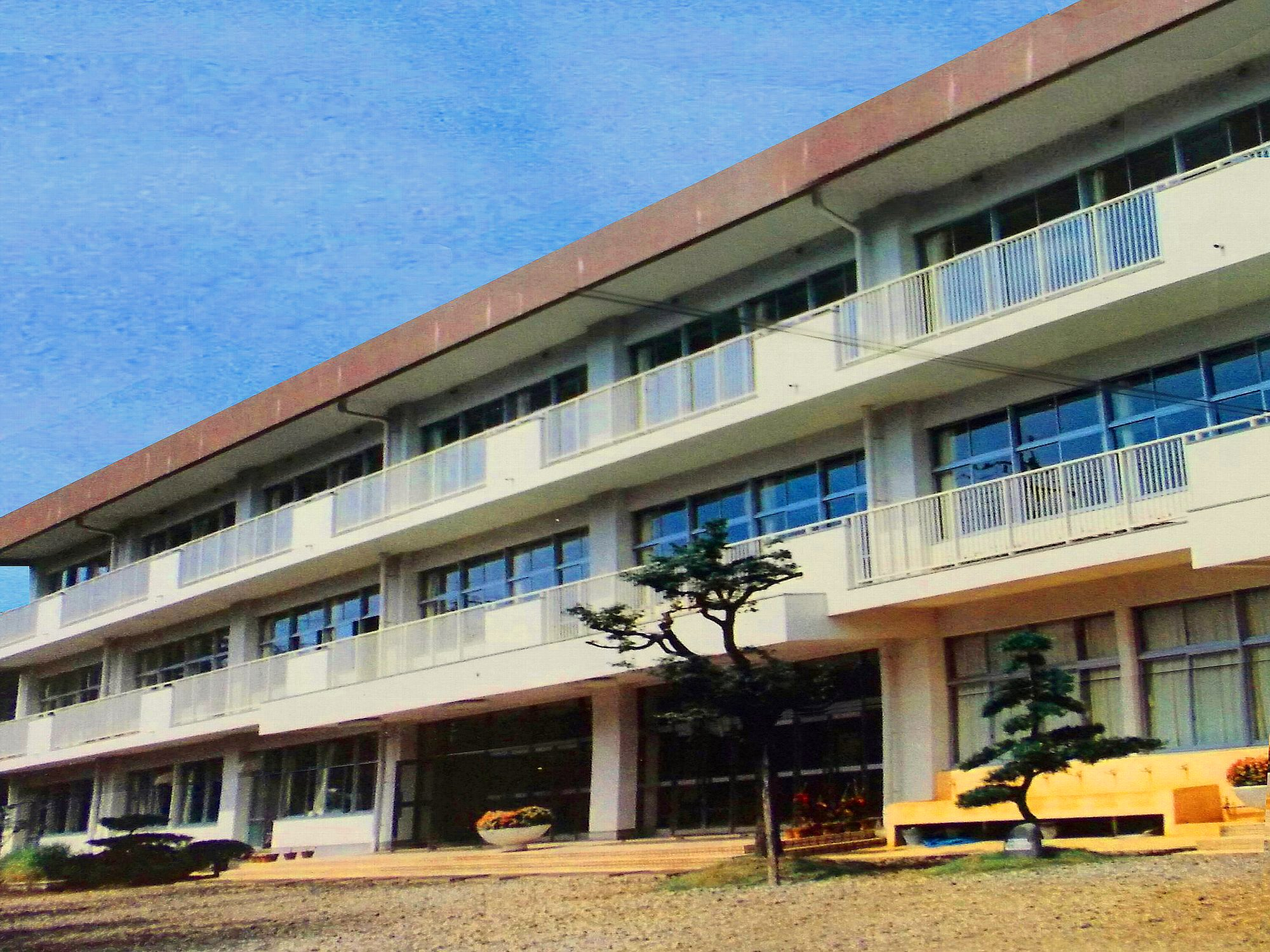
昭和55年新校舎竣工時

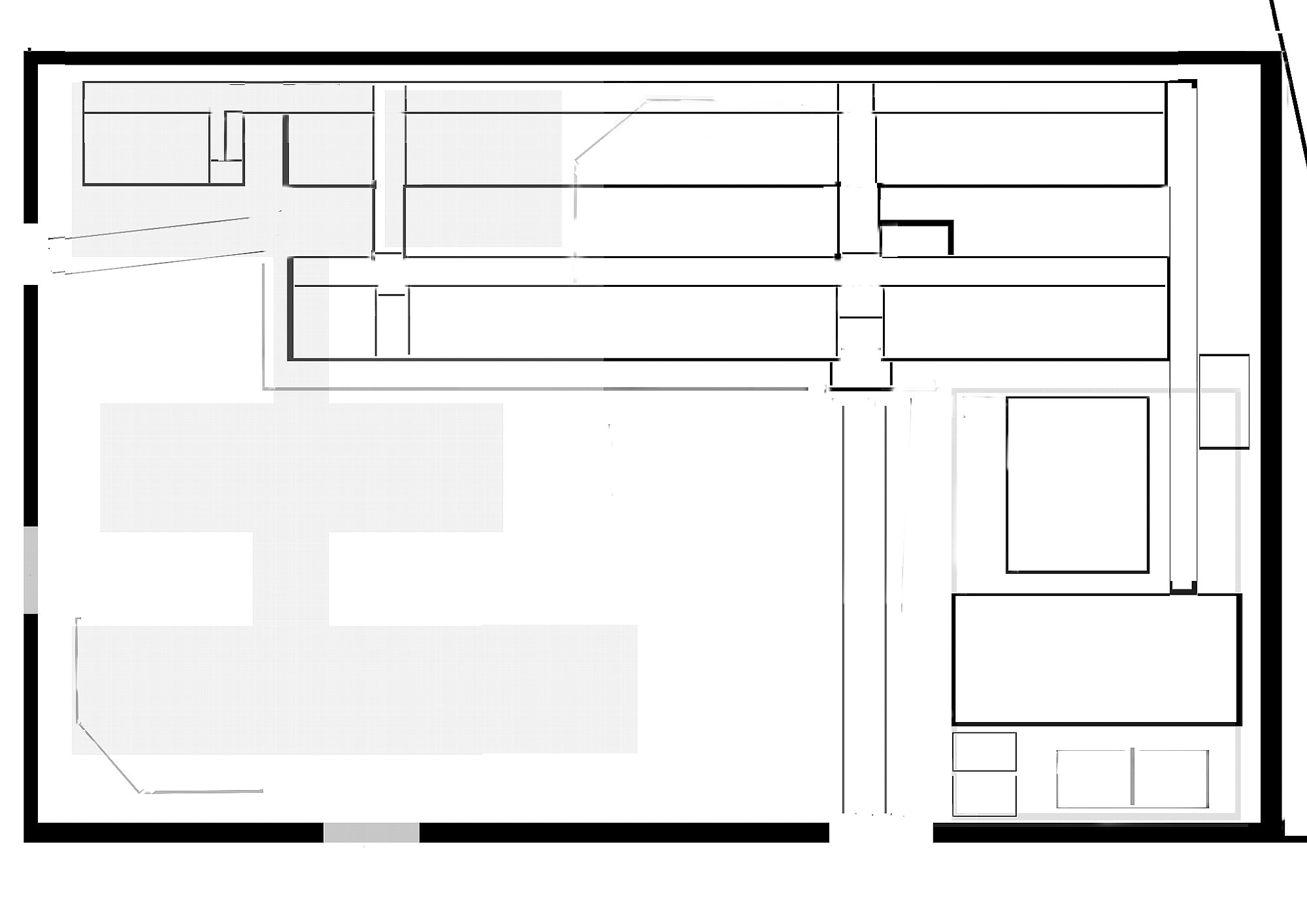
二中木造旧校舎・昭和55年解体

## 沿革
- 1951年
  - 4月1日 - 創立。
  - 11月3日 - 施設優良校として文部省表彰受賞。
- 1961年4月4日 - 新校舎竣工式典挙行。
- 1972年10月 - 給食開始。
- 1980年11月1日 - 新校舎落成式。
- 1984年4月5日 - 特別支援学級「あしたば学級」開設。
- 1988年2月15日 - 新体育館、新プール完成。
- 1993年11月17日 - JRC活動日本赤十字社社長感謝状授与。
- 1996年2月14日 - 職場体験学習開始。
- 1999年11月1日 - コンピューター教室大規模改造工事。
- 2001年10月27日 - 創立50周年記念式典挙行。
- 2008年4月1日 - 文部科学省「学校支援地域本部事業」指定校。
- 2010年4月21日 - 日本赤十字社金色有功章受章。
- 2015年5月21日 - 学校だより「さくらだより」創刊　地域回覧開始。
- 2016年4月1日 - 難聴者向け学級「さくらの学級」開設。
- 2017年1月14日 - 全教室にエアコンの設置が完了。
- 2018年4月1日 - 学校と地域を繋ぐ「文化伝承ふれあいプロジェクト」立ち上げ。

## 学校教育目標
「社会を生き抜く力を身につけた生徒の育成」
　〈 社会力・学習力・自治力・突破力 〉

### 望ましい生徒像
1. 人との関りを大切にし、約束やきまりを守る生徒〈社会力〉
2. 学ぼうとする意欲を持ち、自ら考え実行できる生徒〈学習力〉
3. 全体の幸せを願い、自分たちで行動できる生徒〈自治力〉
4. 困難から逃げず、目標に向かって努力する生徒〈突破力〉

### 目指す教師像
1. 生徒一人一人を大切にし、生徒と自らの向上を目指して努力できる教師
2. 報告・連絡・相談を密にし、互いに学びあいながらチームとして教育に携われる教師
3. コミュニケーション能力を持ち、毅然とした指導とカウンセリングマインドを持った指導の両面が使い分けられる教師
4. 不祥事根絶に向けて自らを律すると共に、自分の健康に留意できる教師

## 主な行事
- 4月 - 着任式・入学式・始業式・新入生歓迎会・希望三者面談（1.2.3年生）
- 5月 - 修学旅行（3年生）・生徒総会
- 6月 - 校外学習（1年生）・マナー講習会（2年生）・職場体験（2年生）
- 7月 - 部活動壮行会・三者面談（3年生）夏季休業
- 9月 - 生徒会役員選挙・修学旅行（3年生）・体育祭
- 10月 - 紫櫻祭（文化祭）
- 11月 - 三者面談（全学年）
- 12月 - 冬季休業
- 1月 - 席書会・ホワイトスクール（林間学校）（2年生）・定期テスト
- 3月 - 3年生を送る会（3送会）・卒業式・修了式・春季休業

## 部活動
部活動は盛んに行われている。運動部は地区大会で好成績をおさめ、県大会に出場している部が多くある。

### 運動部
- 陸上部
- 野球部
- サッカー部
- 卓球部（男・女）
- ソフトテニス部（男・女）
- バレーボール部（女子）
- バスケットボール部（女子）
- バドミントン部
- 剣道部
- 駅伝部

### 文化部
- 音楽部
- 美術部
- 科学部
- 国際ボランティア部

## 生徒数・学級数・校長
- 生徒数 - 304人（2021年4月時点）
  - 1年 108人
  - 2年   91人
  - 3年 105人
- 学級数 - 14学級（2021年度）
  - 1年 3クラス
  - 2年 3クラス
  - 3年 3クラス
  - 特別支援学級（学年混成） 5クラス
- 校長 杉﨑哲実 2021年度より

## アクセス
- 東武野田線（東武アーバンパークライン）野田市駅より徒歩約7分。
- まめバス⑧南ルート中根「二中前」下車。「梅郷駅西口」から約10分。

## 著名な卒業生
- 春風亭一之輔 - 落語家
- 戸邉直人 - 陸上競技選手、男子走高跳日本記録保持者(2m35)。